# 史哲
史哲（1969年7月14日—）是生於中華民國臺北市的臺灣政治人物，民主進步黨籍，為人本教育基金會董事長史英之子。現任台灣高鐵公司董事長，曾任行政院政務委員、文化部部長、高雄市副市長、高雄市政府文化局局長、行政院勞工委員會勞工保險局總經理。

## 經歷
史哲就讀東海大學資訊科學系期間曾參與野百合學運，成立「東海人間工作坊」，後肄業於國立中興大學應用數學研究所。1995年至民主進步黨臺灣省議會「開拓辦公室」任職。曾擔任臺中縣縣長廖永來機要秘書，在2001年廖永來落選後，史哲也隨之離開臺中縣政府。
2004年，史哲跟隨陳菊進入行政院勞工委員會，擔任勞保局總經理，在職期間曾負責推動勞退新制。2006年，陳菊當選高雄市市長，史哲隨之進入高雄市政府，先任高雄市政府新聞處處長，後轉任高雄市政府文化局局長。2016年，原高雄市副市長陳金德接任台灣中油董事長，史哲升任副市長直至2018年。2020年陳其邁於補選中當選後回任高雄市政府副市長並推動疫後復甦振興、促進城市觀光發展。
2023年1月28日，因原文化部部長李永得轉任政務委員，史哲獲候任行政院院長陳建仁任命為文化部部長，於1月31日上任。而在後續的卓榮泰內閣中由李遠擔任文化部部長，史哲轉任政務委員。
2025年6月13日，因原董事長鄭光遠將改任台鐵董事長，臺灣高鐵董事會推選其以財團法人中華航空事業發展基金會代表人身份接任董事長。

## 事件及爭議
- 2001年3月21日，因辦理臺中縣大安鄉松柏漁港工程時被檢調認為有涉嫌圍標，2002年被臺中地檢署依貪汙罪嫌起訴，但最終被法院判定無罪。
- 2008年12月18日，在高雄市政府文化局長期間，曾遭臺灣壹週刊報導[6]，他與一名女記者深夜同車約會並熱吻，引發外遇緋聞風暴，但史哲堅決否認此事。
- 2015年6月15日，多位藝文界人士在臉書上發起「抗議高雄文化局粗糙逼退高雄美術館長謝佩霓的惡劣行徑」社團，批評文化局僅以公文通知期滿解職[7]，史哲回應異動人事案引起爭議造成困擾非常抱歉，由於館長謝佩霓是從逢甲大學借調高美館，因聘任期限已到故調動人事，沒想到引起這麼多誤會[8]。
- 2015年7月19日，高雄駁二藝術特區天台泳池爆發抄襲收藏在金澤21世紀美術館由林德羅·厄利什所創作的作品《The Swimming Pool》[9]，史哲向媒體回應已在7月20日親筆去信電子郵件向藝術家本人道歉[10]，承諾會永久性移除泳池。
- 2024年12月9日，立委羅廷瑋表示接獲文化部職員陳情，指出史哲在文化部長任內動輒拍桌大罵，曾因薯條軟掉、可樂不冰辱罵下屬，並曾因不滿幕僚先上車便使之下車步行淋雨，其提拔的專委更要求同仁每日早上6時就要上班，要求文化部調查以上種種霸凌行徑，文化部長李遠表示前此未接獲申訴、希望同仁具名申訴。[11][12][13][14]

## 外部連結
- 高雄市政府文化局介紹史哲 （页面存档备份，存于）
- 史哲的Facebook專頁

| 中華民國政府職務                   | 中華民國政府職務                               | 中華民國政府職務 |
| ---------------------------------- | ---------------------------------------------- | ---------------- |
| 行政院                             |                                                |                  |
| 前任： -                           | 政務委員 2024年5月20日—2025年6月12日           | 繼任： -         |
| 前任： 李永得                      | 文化部部長 第五任 2023年1月31日－2024年5月20日 | 繼任： 李遠      |
| 高雄市政府                         |                                                |                  |
| 前任： 王世芳（代理） 正任：葉匡時 | 第四屆副市長 2020年8月24日－2023年1月30日      | 繼任： 李懷仁    |